# Rantzaus räd

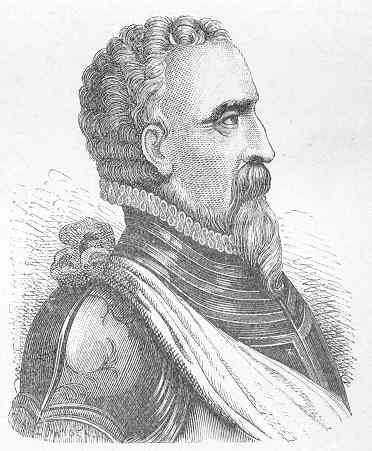
Daniel Rantzau var ledare för den danska framryckningen in i Sverige. Bild från 1889.

Rantzaus räd var ett danskt fälttåg riktat mot svenskt territorium under vintern 1567–1568. Fälttåget iscensattes av den dåvarande befälhavaren på Varbergs slott, Daniel Rantzau (1529–1569).

## Bakgrund
Svenskarna hade under hösten 1565 erövrat Varberg. De slogs tillbaka av general Daniel Rantzau, som hade efterträtt Otto Krumpen som befälhavare i Varberg. Danskarna tog, under Daniel Rantzau, revansch mot svenskarna vid Axtorna, ett slag som blev mycket blodigt med flera tusen stupade.
År 1566 gjorde Rantzau en kortare räd in i Västergötland och lät bränna slotten Torpa, Läckö och Orreholm. Dessutom brändes städerna Bogesund (nuvarande Ulricehamn), Falköping samt Skara. Efter slaget vid Brobacka där Rantzau förlorade hela sin tross och 2 500 man, fick räden ett hastigt slut. Sedan ekonomisk oreda utbrutit i såväl Danmark som Sverige och kung Erik XIV insjuknat i psykisk sjukdom, stagnerade läget tillfälligt.

## Förlopp
I oktober 1567 marscherade Rantzaus styrkor från Halmstad längs Nissastigen mot nordost och in på svenskt territorium. Armén bestod av 8 500 man och 900 rustvagnar för tross och artilleri.  Vägen var blockerad med bråtar på många ställen. Dessutom hade svenskarna rivit alla broar. Framryckningen bromsades tillfälligt vid Getaryggen. Armén tog sig på en dryg vecka fram till Jönköping. Staden plundrades på sina förråd, varefter danskarna drog vidare längs den så kallade Västra Holavedsvägen. Längs vägen lyckades en av knektarna fånga ett rådjur med bara händerna, vilket ansågs vara ett gott omen.
De anlände till Östergötland, där de brände och plundrade gårdar och byar. I Vadstena tände de eld på Vadstena klosterkyrka, vilket medförde att hela staden brann ner. De lyckades dock aldrig ta sig in i Vadstena slott. Även Alvastra kloster och Motala Hus brändes. I Linköping plundrade danskarna förråden på korn och malt. I Norrköping plundrade de lagren av järn och en del andra handelsvaror. I Söderköping hittade danskarna svenska flottans upplagda förråd och plundrade det. Borgarna i Söderköping erbjöd sig att betala brandskatt för att undvika plundring och nedbränning, men det hindrades av det svenska kavalleriet, som straffade söderköpingsborna genom att bränna deras gårdar.

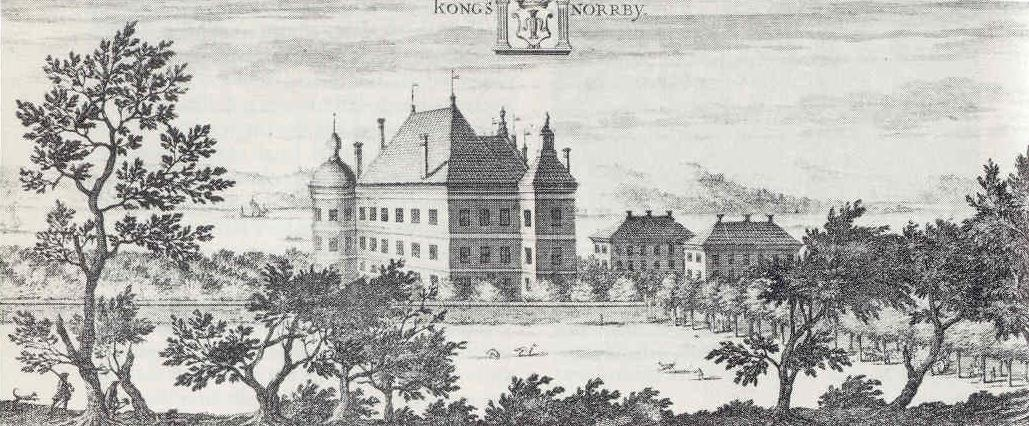
Kungs Norrby, vid Husbyfjöl intill Motala ström. Ur Suecia Antiqua et Hodierna.

Bönderna på Östergötlands landsbygd hade betalat sex lod silver vardera till danskarna för att slippa härjningar. Det bestraffades senare hårt av svenskarna som landsförräderi. Profossen Peder Gadd avrättade 78 bönder för detta brott. Såväl Linköping som södra delen av Norrköping brändes av svenskarna, som även rev alla broar över Motala ström. Trots detta lyckades en dansk styrka vada över Motala ström vid Husbyfjöl och överraska en svensk styrka på "pin kiv". Eftersom stora svenska styrkor skyndsamt sammankallats till Norrköping tvingades Daniel Rantzau till återtåg.
Under återtåget passade Rantzau på att ställa till största möjliga oreda. Skänninge brändes. Återtåget ägde sedan rum längs den så kallade östra Holavägen, där det var isgata så att såväl hästar som manskap halkade hit och dit. Svenska styrkor hade spärrat gränsen mot Småland, men på grund av sträng kyla hade sjön Sommen frusit till och Daniel Rantzau gjorde ett djärvt tåg över Sommens is med sina styrkor, förbi de svenska spärrarna vid sjöns sidor. Rantzau blev dock av med ett par kanoner som gick genom isen och det diskuteras än idag var dessa sjönk, eftersom man ännu inte funnit dem. Tranås dykarklubb har under många år försökt lokalisera dessa men har hittills inte kommit till något resultat. Större delen av gårdarna i Säby socken brändes också ner.

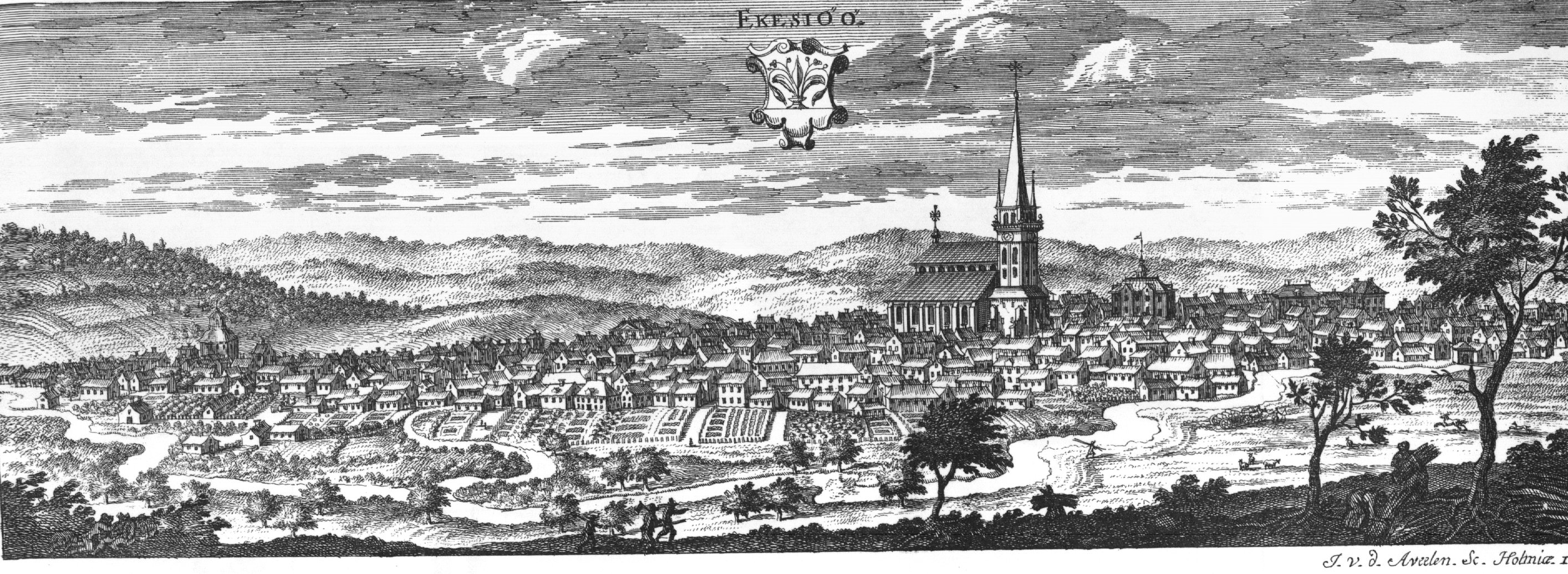
Eksjö byggdes upp igen efter att staden bränts ner av danskarna, bild ur Suecia Antiqua et Hodierna.

Vid Säby söder om Tranås kom det till en skärmytsling, under vilken Rantzau hade turen att kunna tillfångata de två svenska höga officerarna (tillika härförarna) Sten Banér och Hogenskild Bielke. Längs resten av vägen under återtåget hindrades man av nya bråtar och spärrar och tvingades lämna bakom sig en del av bytet från Östergötland. Rantzau slog sig igenom och kom till Eksjö, som brändes, varefter den danska armén i ilmarscher drog mot sydväst och nådde i februari 1568 åter danskt territorium innanför Hallandsgränsen.

## Eftermäle
Daniel Rantzaus härnadståg genom södra Sverige dessa få månader vintern 1567–1568 har av eftervärlden ansetts som en märklig krigshistorisk bedrift, vilken har ånjutit beundran bland militära fackmän genom tiderna.